# Edling (Gemeinde Weitensfeld im Gurktal)
Edling ist eine Ortschaft in der Gemeinde Weitensfeld im Gurktal im Bezirk St. Veit an der Glan in Kärnten. Die Ortschaft hat 66 Einwohner (Stand 1. Jänner 2024). 

## Lage
Edling liegt im Süden der Gemeinde Weitensfeld, auf dem Gebiet der Katastralgemeinde Wullroß, in der Mitte zwischen dem Goggausees und Zammelsberg.
Den Kern der Ortschaft bildet eine Siedlung bestehend aus Maurerwirth (Nr. 1), Podlessnig (Nr. 4), Rainer (Nr. 5), Kirchkeusche (Nr. 9), Unterer Hundsbauer (Nr. 17) und einigen Häusern ohne Vulgonamen (Nr. 18, 19, 20, 21, 22, 23, 24, 25, 26, 27, 28).
Etwas abseits liegen im Norden Grabenmattel (Grabenmotl, Nr. 8) und Hinterbachkeusche (Nr. 15),  im Süden Kreuz (Nr. 6) und Polesnigkeusche (Nr. 7), im Westen Wiesenbauer (Nr. 13) und Reidenkeusche (Nr. 16) und im Nordwesten die Schattenkeusche (Nr. 10). 

## Geschichte
Eine ehemalige Kapelle in Edling wurde bereits als Anfang des 19. Jahrhunderts als entweiht bezeichnet und war als Getreidekasten in Verwendung.
Bei Gründung der Ortsgemeinden Mitte des 19. Jahrhunderts kam Edling an die Gemeinde Weitensfeld.
Im Frühling 1914 brannten Wohn- und Wirtschaftsgebäude des Unteren Hundsdorfers vollständig ab. Im November 1926 brannte abermals das Wirtschaftsgebäude des Unteren Hundsdorfers ab. Im Oktober 1937 brannte das Wohnhaus des Wiesenbauers ab. Im Oktober 1947 brannten die Kirschkeusche und das Wirtschaftsgebäude des Oberen Hunsdorfers ab. Im August 1952 brannte aufgrund eines Blitzschlags das Wirtschaftsgebäude des Tomerlebauer (Nr. 5) ab.
Bei der Kärntner Gemeindestrukturreform von 1973 kam Edling an die damals neu errichtete Gemeinde Weitensfeld-Flattnitz, bei deren Auflösung 1991 wieder zur Gemeinde Weitensfeld im Gurktal.

## Bevölkerungsentwicklung
Für die Ortschaft ermittelte man folgende Einwohnerzahlen:
- 1816: 44 Einwohner[8]
- 1869: 10 Häuser, 59 Einwohner[9]
- 1880: 11 Häuser, 47 Einwohner[10]
- 1890: 13 Häuser, 59 Einwohner[11]
- 1900: 14 Häuser, 66 Einwohner[12]
- 1910: 15 Häuser, 72 Einwohner[13]
- 1923: 14 Häuser, 53 Einwohner[14]
- 1934: 68 Einwohner[15]
- 1961: 13 Häuser, 77 Einwohner[16]
- 2001: 19 Gebäude (davon 15 mit Hauptwohnsitz) mit 21 Wohnungen; 57 Einwohner und 2 Nebenwohnsitzfälle; 17 Haushalte; 0 Arbeitsstätten, 11 land- und forstwirtschaftliche Betriebe[17]
- 2011: 21 Gebäude, 62 Einwohner, 23 Haushalte, 2 Arbeitsstätten[18]
- 2021: 23 Gebäude, 59 Einwohner, 26 Haushalte, 7 Arbeitsstätten[19]